# Cryptocala baylonica
Cryptocala baylonica là một loài bướm đêm trong họ Noctuidae.